# شوكميبة كاستيلانية
الشوكميبة الكاستيلانية (الاسم العلمي: Acanthamoeba castellanii) هي نوع من الطلائعيات تتبع جنس الشوكميبة من فصيلة الشوكميبات. بعد اكتشاف بولارد وكورن للإنزيمات ومع وظيفة شبيه الميوزين في الشوكميبة الكاستيلانية تم اكتشاف عدد كبير من الجينات المختلفة للميوزين لدى مختلف حقيقيات النوى.
الفيروس الآكل سبوتنيك يعتمد على الفيروس المحاكي، الذي يصيب أوالي الشوكميبة الكاستيلانية.